# Основной закон: Референдум
Основной закон: Референдум (ивр. חוק יסוד: משאל עם‎) — один из основных законов Израиля, который был принят Кнессетом девятнадцатого созыва с целью регулирования проведения референдумов по любому политическому действию или соглашению, в соответствии с которым Государство Израиль откажется от территорий, находящихся под его суверенитетом, а также с целью утверждения решений правительства или законодательных процедур, в соответствии с которой будет осуществлен односторонний уход с таких территорий. Действие закона на момент его вступления в силу распространяется на территорию Государства Израиль в границах «зеленой линии», а также на Восточный Иерусалим и Голанские высоты.
Закон был одобрен Кнессетом 12 марта 2014 года большинством в 68 голосов и без голосов против закона, на фоне решения оппозиционных фракций бойкотировать голосование .

## Предыстория
В 1999 году, четырнадцатый состав Кнессета утвердил Закон о правительстве и судебных процедурах (Отмена применения закона, юрисдикции и управления), 1999 года , который получил прозвище «Закон о бронировании Голанских высот», согласно которому решение правительства об уступке суверенных территорий Государства, то есть — территорий, к которым применяются закон, решения и администрация израильского правительства (территории Государства Израиль в границах Зеленой линии, Голанских высот и Восточного Иерусалима без Иудеи и Самарии и сектора Газа), потребует одобрения большинства членов Кнессета (61 депутат Кнессета или более из 120) и одобрения большинства участников голосования на референдуме. Закон также предусматривает, что раздел, касающийся проведения референдума, будет применяться только в том случае, если это разрешено основным законом, регулирующим этот вопрос, и, таким образом, закон остаётся бесплодным с этой точки зрения.
В течение срока полномочий семнадцатого Кнессета многие члены Кнессета предложили поправку к этому закону , согласно которой Центральная избирательная комиссия установит правила проведения референдума, а необходимость в Основном законе будет отменена. Поправка к закону прошла предварительное чтение 16 мая 2007 года, вопреки позиции действующего правительства, и была передана в комиссию по делам Кнессета и законодательную комиссию Кнессета с целью подготовки и составления ее для первого чтения. 30 июня 2008 года поправка также прошла первое чтение значительным большинством голосов, и законопроект был возвращен в комиссию для подготовки ко второму и третьему чтению, но этого не произошло, так как Кнессет был распущен в рамках подготовки к выборам в восемнадцатый Кнессет.
Тридцать второе правительство Израиля, сформированное после этих выборов, решило поддержать применение закона о преемственности к законопроекту, и его обсуждение в законодательной комиссии продолжилось в течение всего срока полномочий восемнадцатого Кнессета. Наконец, правительство решило поддержать законопроект, и 22 ноября 2010 года Кнессет одобрил поправку к существующему закону, которая также была известна как «Закон о референдуме», согласно которой требование о закреплении в Основном законе было отменено. Примерно через три недели после того, как поправка была одобрена Кнессетом, в Высший суд Справедливости была подана петиция против решения Кнессета, в которой утверждалось, что закон в его новой редакции нарушает порядок управления Государством Израиль и обходит другие основные законы, и поэтому нецелесообразно принимать его через обычное законодательство.

## История законодательства
С формированием тридцать третьего правительства Израиля после инаугурации девятнадцатого Кнессета и в рамках коалиционного соглашения, подписанного правящей фракцией «Ликуд — Наш дом Израиль» и фракцией «Еврейский дом», было решено закрепить существование референдумов в Основном законе, чтобы предотвратить возможность того, что Верховному суду придется обсуждать конституционность действующего «Закона о референдумах» от 2010 года. Таким образом, начался процесс принятия нового Основного закона.
От имени правительства в Кнессет для первого чтения был представлен законопроект «Основной закон: Референдум» , после того как депутаты Кнессета Орит Струк и Аелет Шакед (фракция «Еврейский дом») и депутат Кнессета Ярив Левин (фракция «Ликуд — Наш дом Израиль») внесли аналогичный частный законопроект. Оба законопроекта прошли первое и предварительное чтения соответственно 31 июля 2013 года  и были переданы в объединенную комиссию из комиссии по делам Кнессета и законодательной комиссии Кнессета для объединения и подготовки ко второму и третьему чтениям.
После завершения обсуждений в объединенной комиссии законопроект был представлен на голосование во втором и третьем чтении на пленуме Кнессета, где он получил большинство в 68 голосов «за» и ни одного «против», поскольку оппозиционные фракции бойкотировали голосование и обсуждение на пленуме, которое ему предшествовало (а также обсуждения и голосования по двум другим спорным законопроектам, которые обсуждались до этого) в свете решения комиссии по делам Кнессета, принятого несколькими днями ранее, установить особые процедуры дебатов для этого законопроекта (и двух других законопроектов) на основе статьи 98 Устава Кнессета, без соглашений между коалицией и оппозицией.

## Основные положения закона
Закон состоит из 5 разделов:
- В разделе 1 говорится, что если «правительство решило ратифицировать соглашение или подписать соглашение, согласно которому законы, юрисдикция и управление Государства Израиль больше не будут применяться к территории, на которой они действуют», то соглашение, после одобрения абсолютным большинством в Кнессете, также будет вынесено на референдум, если только соглашение не будет одобрено Кнессетом квалифицированным большинством в 80 депутатов Кнессета. В подразделе B также говорится, что даже решение, принятое вне рамок соглашения, например, односторонний выход из соглашения, будет проходить ту же процедуру.
- Разделы 2-3 касаются непосредственно проведения референдума и предусматривают, что любое лицо, имеющее право участвовать в выборах в Кнессет на момент проведения референдума, имеет право участвовать в голосовании (раздел 2), а порядок проведения референдума будет таким же, как и порядок проведения выборов в Кнессет, с необходимыми изменениями (раздел 3). Точный порядок проведения референдума уже установлен действующим законом, принятым в 1999 году и изменённым в 2010 году для этой цели.
- Разделы 4-5 регламентируют высший статус Основного закона по отношению к чрезвычайным положениям и защищают весь Основной закон.